# (34045) 2000 OD34
2000 OD34 (asteroide 34045) é um asteroide da cintura principal. Possui uma excentricidade de 0.26980080 e uma inclinação de 5.92464º.
Este asteroide foi descoberto no dia 30 de julho de 2000 por LINEAR em Socorro.